# Furacão Isabel
O furacão Isabel foi o furacão mais forte no Atlântico desde Mitch, e o furacão mais mortal, mais caro e mais intenso da temporada de furacões no Atlântico de 2003. O furacão Isabel também foi o furacão mais forte em águas abertas do Atlântico, tanto pela velocidade do vento quanto pela pressão central, antes de ser superado pelos furacões Irma e Dorian em 2017 e 2019, respectivamente. A nona tempestade nomeada, quinto furacão e segundo grande furacão da temporada, Isabel formou-se perto das ilhas de Cabo Verde a partir de uma onda tropical em 6 de setembro, no Oceano Atlântico tropical. Ele se moveu para noroeste e, em um ambiente de leve cisalhamento do vento e águas quentes, fortaleceu-se continuamente para atingir ventos de pico de 266 km/h (165 mph) em 11 de setembro. Depois de flutuar em intensidade durante quatro dias, durante os quais apresentou características anulares, o Isabel enfraqueceu gradualmente e atingiu a costa nos Outer Banks da Carolina do Norte, com ventos de 169 km/h (105 mph) em 18 de setembro. Isabel enfraqueceu rapidamente sobre a terra e tornou-se extratropical no oeste da Pensilvânia no dia seguinte. Em 20 de setembro, os remanescentes extratropicais de Isabel foram absorvidos por outro sistema sobre o leste do Canadá.
Na Carolina do Norte, a tempestade de Isabel lavou uma parte da Ilha de Hatteras para formar o que era oficialmente conhecido como Isabel Inlet. Os danos foram maiores ao longo dos Outer Banks, onde milhares de casas foram danificadas ou mesmo destruídas. O pior dos efeitos de Isabel ocorreu na Virgínia, especialmente na área de Hampton Roads e ao longo das margens dos rios, tanto a oeste quanto ao norte, como Richmond e Baltimore. A Virgínia relatou o maior número de mortes e danos causados pelo furacão. Cerca de 64% dos danos e 69% das mortes ocorreram na Carolina do Norte e na Virgínia. O serviço elétrico foi interrompido em áreas da Virgínia por vários dias, algumas áreas rurais ficaram sem eletricidade por semanas e as inundações locais causaram milhares de dólares em danos.
Danos moderados a graves estenderam-se ao longo da costa atlântica e até o interior da Virgínia Ocidental. Cerca de seis milhões de pessoas ficaram sem serviço elétrico no leste dos Estados Unidos devido aos ventos fortes de Isabel. As chuvas da tempestade se estenderam da Carolina do Sul ao Maine e para o oeste até Michigan. Ao longo do trajeto de Isabel, os danos totalizaram cerca de $ 5,5 bilhões (2003 USD). 16 mortes em sete estados dos EUA foram diretamente relacionadas ao furacão, com 35 mortes em seis estados e uma província canadense indiretamente relacionadas ao furacão.

## História meteorológica
Uma onda tropical saiu da costa ocidental da África em 1º de setembro Uma área de baixa pressão associada à onda moveu-se lentamente para o oeste, e sua convecção inicialmente pareceu se organizar melhor. Em 3 de setembro, ao passar para o sul das ilhas de Cabo Verde, a organização do sistema se degradou, embora a convecção tenha aumentado no dia seguinte. O sistema gradualmente tornou-se melhor organizado e as classificações de Dvorak começaram no início de 5 de setembro. Com base no desenvolvimento de uma circulação de superfície fechada, estima-se que o sistema se desenvolveu na depressão tropical Treze no início de 6 de setembro. Horas depois, intensificou-se na tempestade tropical Isabel, embora operacionalmente o Centro Nacional de Furacões não tenha começado a emitir avisos até 13 horas depois de ter se desenvolvido pela primeira vez.
Localizado dentro de uma área de vento leve e águas quentes, Isabel gradualmente se organizou como bandas curvas desenvolvidas em torno de uma área circular de convecção profunda perto do centro. Ele se fortaleceu continuamente à medida que se movia para oeste-noroeste, e Isabel se fortaleceu para um furacão em 7 de setembro, após o desenvolvimento de um olho grande, porém irregular, localizado próximo à convecção mais profunda. O olho, o padrão convectivo geral e o fluxo de saída melhoraram constantemente em organização, e a convecção profunda rapidamente cercou a largura do olho de 64 km (40 mi). Isabel se intensificou em 8 de setembro para atingir o status de grande furacão enquanto localizava 2 100 km leste-nordeste de Barbuda. Em 9 de setembro, Isabel atingiu um pico inicial de intensidade de 210 km/h (130 mph) durante cerca de 24 horas, um furacão de categoria mínima 4 na escala de furacões Saffir-Simpson.

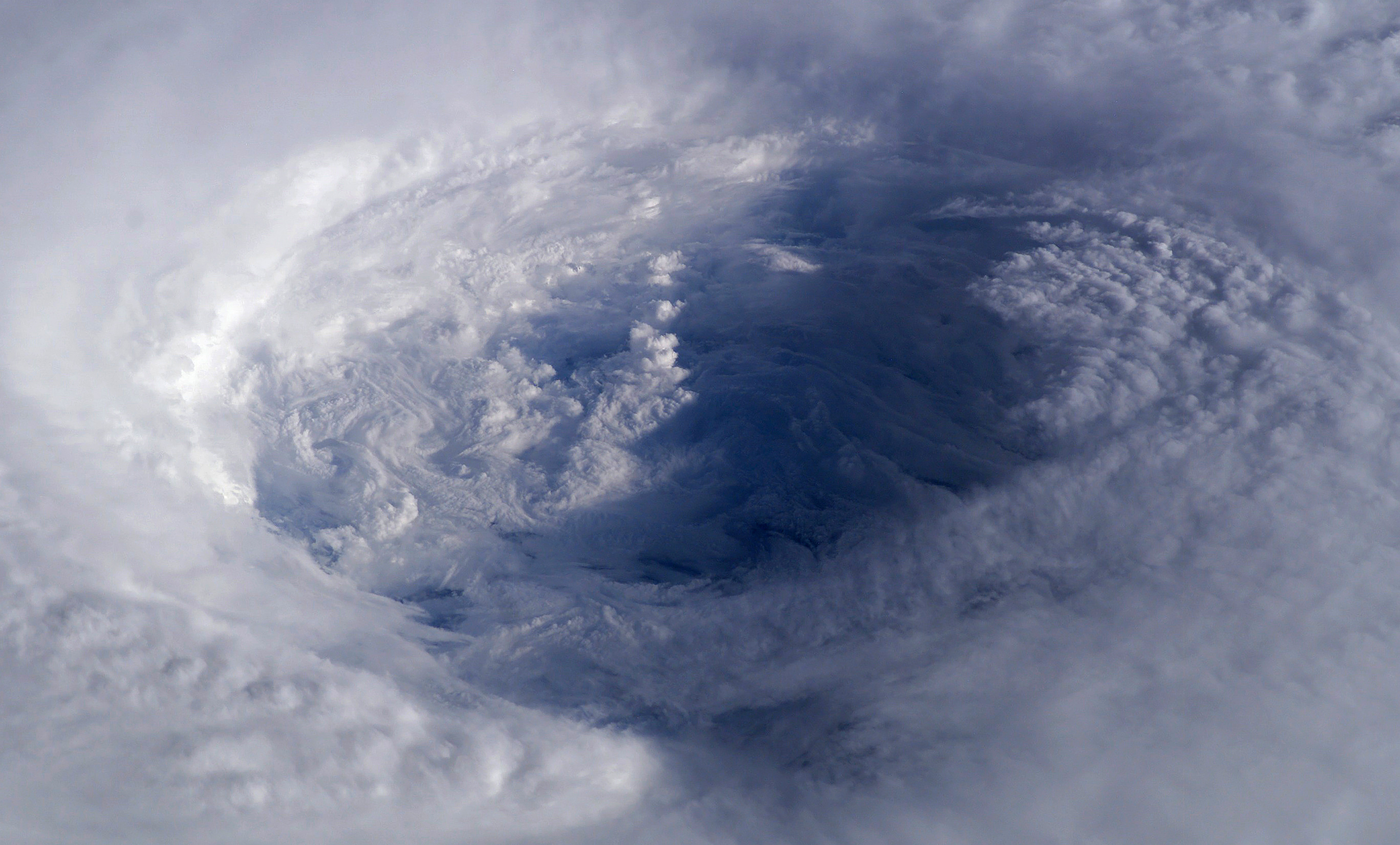
O furacão Isabel como visto da Estação Espacial Internacional.

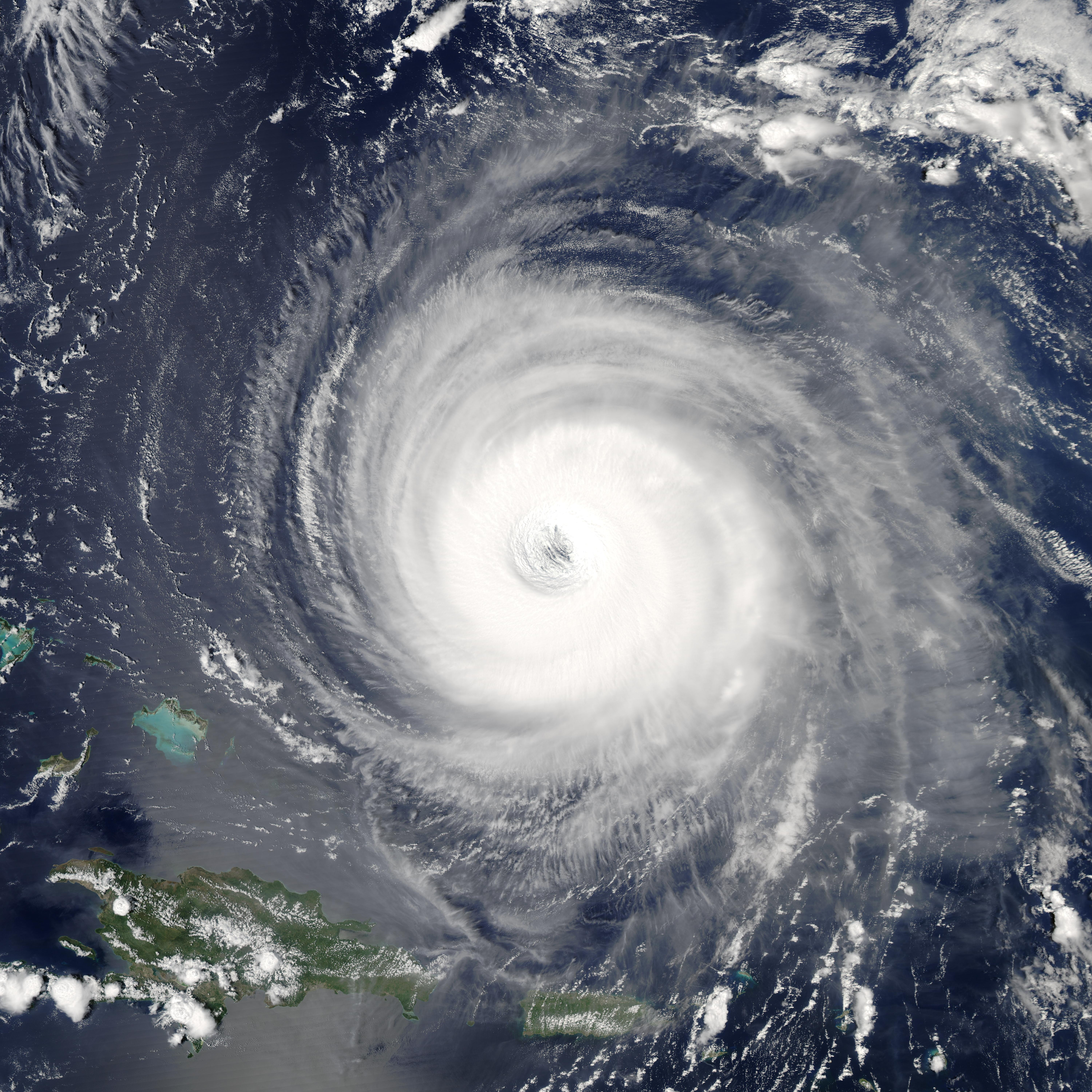
Imagens de satélite do furacão Isabel exibindo características anulares em 14 de setembro, como um poderoso furacão de categoria 5

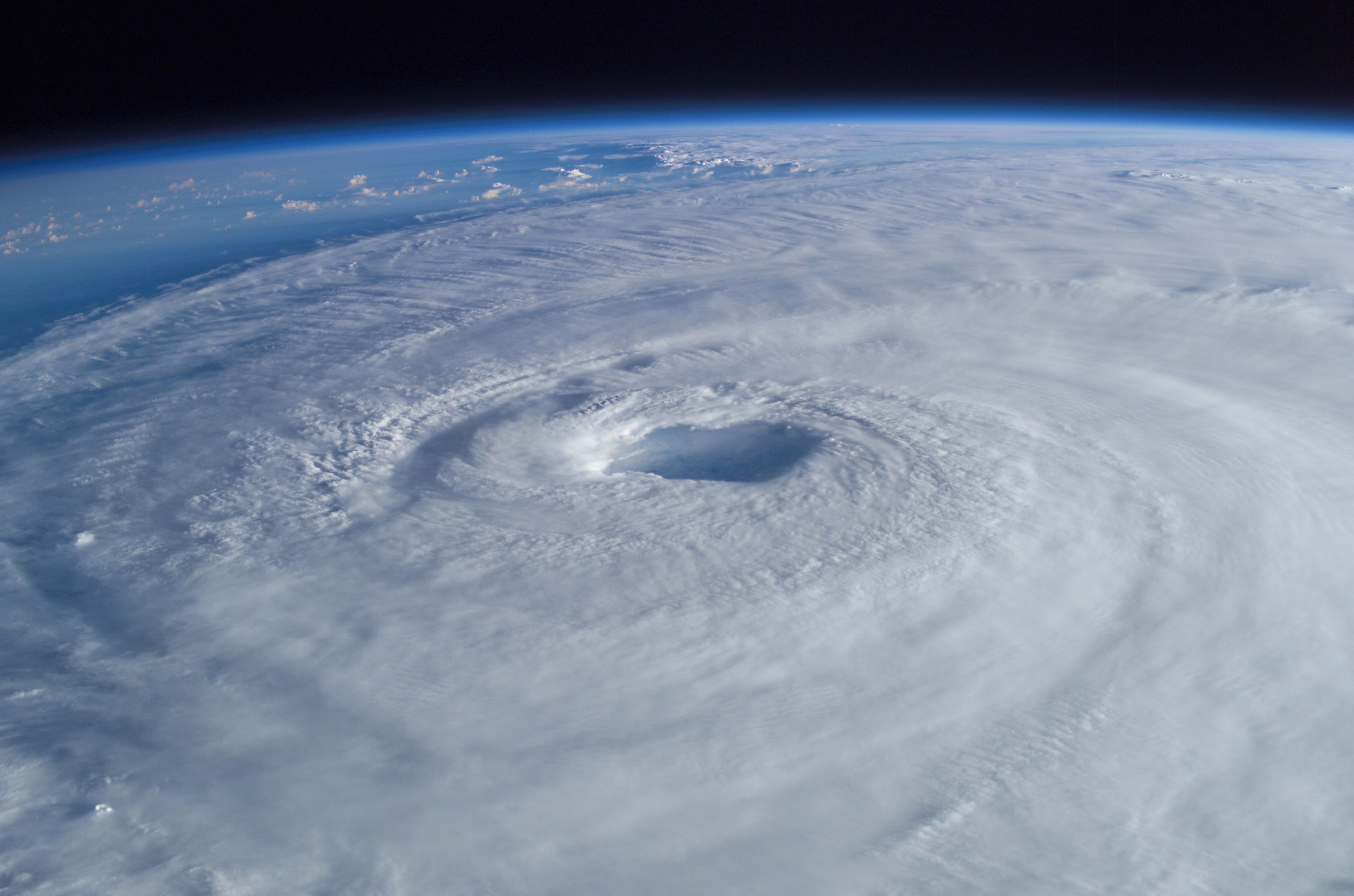
Furacão Isabel visto da Estação Espacial Internacional

No início de 10 de setembro, a parede do olho tornou-se menos definida, a convecção perto do olho foi erodida e o fluxo de saída do nordeste tornou-se ligeiramente restrito. Como resultado, Isabel enfraqueceu ligeiramente para uma furacão de Categoria 3. O furacão virou mais para oeste devido à influência do Alto das Bermudas-Açores. Mais tarde, em 10 de setembro, Isabel reforçou a furacão categoria 4 após a convecção se aprofundou perto da parede do olho cada vez mais organizada. O furacão continuou a se intensificar, e Isabel atingiu seu pico de intensidade de 266 km/h (165 mph) e uma pressão central mínima de 915 mbar ( hPa ; 27,02 inHg ) em 11 de setembro, um furacão de categoria 5 na escala de furacões Saffir-Simpson. Devido a um ciclo de substituição da parede ocular, Isabel enfraqueceu ligeiramente, embora tenha mantido o estado de categoria 5 para 24 horas. Como Isabel passou por outro ciclo de substituição da parede do olho, o fluxo de escoamento se degradou na aparência e a convecção ao redor do olho enfraqueceu, e no início de 13 de setembro, Isabel enfraqueceu para um furacão categoria 4 forte. Uma fraqueza no cume ao norte permitiu que o furacão virasse para oeste-noroeste. Depois de completar o ciclo de substituição, o olho grande de 65 km de largura ficou mais definido, e no final do dia 13 de setembro, Isabel recuperou o estado de categoria 5. Durante esse tempo, Isabel atingiu características anulares, tornando-se altamente simétrica em forma e exibindo um olho arregalado. O furacão Isabel também exibiu um olho "cata-vento", uma característica rara encontrada em alguns ciclones tropicais anulares. Uma aeronave de reconhecimento NOAA Hurricane Hunter voando para o furacão lançou um dropsonda que mediu uma velocidade instantânea do vento de 375 km/h (233 mph), a velocidade instantânea do vento mais forte registrada em um furacão no Atlântico. Os topos das nuvens aqueceram novamente logo em seguida, e Isabel enfraqueceu para um furacão de categoria forte 4 no início de 14 de setembro. Ainda naquele dia, reorganizou-se e, pela terceira vez, Isabel alcançou o estado de categoria 5 enquanto localizado 650 km ao norte de San Juan, Porto Rico.
Os topos das nuvens ao redor do centro aqueceram novamente no início de 15 de setembro, e Isabel enfraqueceu para um furacão de categoria 4. Mais tarde naquele dia, o núcleo interno da convecção profunda começou a se deteriorar, enquanto o olho decaiu na aparência. Como uma crista a noroeste construída para sudeste, resultou na desaceleração de Isabel ao virar para norte-noroeste. O aumento do cisalhamento vertical do vento contribuiu para enfraquecer ainda mais o furacão, e Isabel enfraqueceu para um furacão categoria 2 em 16 de setembro, enquanto localizado 1 035 km a sudeste de Cape Hatteras, Carolina do Norte. A convecção permaneceu mínima, embora o escoamento retivesse excelente organização, e Isabel permaneceu um furacão Categoria 2 para dois dias, até atingir a costa entre Cape Lookout e a Ilha Ocracoke em 18 de setembro, com ventos de 169 km/h (105 mph). Isabel foi um grande furacão em terra firme, com um campo de vento de 460 milhas (740 quilômetros). O sistema enfraqueceu depois que atingiu a costa, embora devido ao seu rápido avanço, Isabel permaneceu um furacão até atingir o oeste da Virgínia, no início de 19 de setembro. Depois de passar pela Virgínia Ocidental como uma tempestade tropical, Isabel tornou-se extratropical sobre o oeste da Pensilvânia, perto de Pittsburgh. O sistema continuou virado para o norte e cruzou o Lago Erie para o Canadá. No início de 20 de setembro, o remanescente extratropical de Isabel foi absorvido por uma tempestade extratropical maior, sobre o distrito de Cochrane, em Ontário.

## Preparações

Furacão Isabel atingindo a Carolina do Norte em 18 de setembro

Dois dias antes de Isabel atingir a costa, o National Hurricane Center emitiu um alerta de furacão de Little River, Carolina do Sul a Chincoteague, Virgínia, incluindo Pamlico e Albemarle Sounds e a parte inferior da Baía de Chesapeake. O NHC também emitiu um alerta de tempestade tropical ao sul de Little River, Carolina do Sul, até a foz do rio Santee, bem como de Chincoteague, Virgínia, ao norte, até Little Egg Inlet, Nova Jersey. Avisos de furacões e tempestades tropicais foram gradualmente emitidos para partes da costa leste dos Estados Unidos. No momento em que Isabel atingiu a costa, um alerta de tempestade tropical existia de Chincoteague, Virgínia a Fire Island, Nova Iorque e de Cabo Fear, Carolina do Norte até a foz do rio Santee na Carolina do Sul, e um alerta de furacão existia de Chincoteague, Virgínia a Cabo Fear. As previsões de aterrissagem eram muito precisas; de três dias antes, o erro médio de previsão de trilha para seu pouso foi de apenas 58 km, e por 48 horas de antecedência, o erro médio de trilha foi de 18 milhas (29 quilômetros).
Funcionários declararam evacuações obrigatórias por 24 condados na Carolina do Norte, Virgínia e Maryland, embora em geral não muitos tenham saído. De acordo com uma pesquisa realizada pelo Departamento de Comércio dos Estados Unidos, as taxas de evacuação foram estimadas da seguinte forma; 45% em Outer Banks, 23% na área ao redor de Pamlico Sound, 23% na Virgínia e cerca de 15% em Maryland. A ameaça de Isabel resultou na evacuação de centenas de milhares de residentes, principalmente na Carolina do Norte e na Virgínia, incluindo mais de 12.000 residentes que estão em abrigos de emergência.
19 aeroportos importantes ao longo da costa leste dos Estados Unidos foram fechados, com mais de 1.500 voos cancelados. O sistema de metrô e metrobus de Washington fechou antes da chegada da tempestade, e a Amtrak cancelou quase todos os trens ao sul da capital do país. Escolas e empresas ao longo de seu caminho fecharam antes da chegada de Isabel para dar tempo de se preparar; lojas de ferragens e artigos para a casa relataram negócios intensos de madeira compensada, lanternas, baterias e geradores portáteis, enquanto os moradores se preparavam para o impacto potencial da tempestade. O governo federal foi fechado excluindo membros da equipe de emergência. A Marinha dos Estados Unidos ordenou a remoção de 40 navios e submarinos e dezenas de aeronaves de locais navais perto de Norfolk, Virgínia.
Um plano de contingência foi estabelecido no Túmulo dos Desconhecidos no Cemitério Nacional de Arlington que, caso os ventos ultrapassem 190 km/h (120 mph), os guardas podiam se posicionar na sala de troféus (acima da Praça do Túmulo e proporcionando visão contínua do Túmulo), mas o plano nunca foi implementado. No entanto, gerou uma lenda urbana de que a Terceira Infantaria enviou ordens para buscar abrigo, ordens que foram deliberadamente desobedecidas.
Em 18 de setembro, o Canadian Hurricane Center emitiu alertas de fortes chuvas e ventos para partes do sul de Ontário. Um alerta de vendaval também foi emitido para o Lago Ontário, o leste do Lago Erie, o Rio Saint Lawrence e a Baía Georgiana. Uma reportagem de 14 de setembro alertou que as condições poderiam ser semelhantes ao desastre causado pelo furacão Hazel 49 anos antes, resultando em ampla cobertura da mídia sobre o furacão. Pesquisadores em um vôo Convair 580 estudaram a estrutura de Isabel em transição para uma tempestade extratropical, após dois estudos semelhantes para o furacão Michael em 2000 e a tempestade tropical Karen em 2001. Durante o vôo em uma tempestade, o acúmulo de gelo forçou o avião a descer.

## Impacto
| Região             | Mortes | Mortes   | Dano ( USD 2003) |
| Região             | direto | Indireto | Dano ( USD 2003) |
| ------------------ | ------ | -------- | ---------------- |
| Flórida            | 1      | 0        | 0                |
| Carolina do Norte  | 1      | 2        | $ 450 milhão     |
| Virgínia           | 10     | 22       | > $ 1,85 bilhão  |
| Virgínia Ocidental | 0      | 0        | $ 20 milhão      |
| Washington, D.C.   | 0      | 1        | $ 125 milhão     |
| Maryland           | 1      | 6        | $ 820 milhão     |
| Delaware           | 0      | 0        | $ 40 milhão      |
| Pensilvânia        | 0      | 2        | $ 160 milhão     |
| Nova Jérsia        | 1      | 1        | $ 50 milhão      |
| Nova Iorque        | 1      | 0        | $ 90 milhão      |
| Rhode Island       | 1      | 0        | 0                |
| Ontário            | 0      | 1        | Desconhecido     |
| Total              | 16     | 35       | $ 3,6 bilhão     |

Os ventos fortes de Isabel se estenderam da Carolina do Norte à Nova Inglaterra e para o oeste até a Virgínia Ocidental. Os ventos, combinados com as chuvas anteriores que umedeceram o solo, derrubaram muitas árvores e cabos de energia em seu caminho, deixando cerca de 6 milhões de clientes de eletricidade sem energia em algum momento. Partes da costa da Virgínia, especialmente nas áreas de Hampton Roads e Nordeste da Carolina do Norte, ficaram sem eletricidade por quase um mês. As áreas costeiras sofreram com as ondas e suas poderosas tempestades, com áreas no leste da Carolina do Norte e sudeste da Virgínia relatando graves danos causados pelos ventos e pela tempestade. Ao longo de sua trajetória, Isabel resultou em $ 5,5 bilhões em danos (2003 USD) e 51 mortes, das quais 16 foram diretamente relacionadas aos efeitos da tempestade.
Os governadores da Pensilvânia, Virgínia Ocidental, Maryland, Nova Jersey e Delaware declararam estado de emergência. Isabel foi o primeiro grande furacão a ameaçar os Estados do Médio Atlântico e o Upper South desde o furacão Floyd em setembro de 1999. O maior efeito de Isabel foi devido aos danos causados pelas enchentes, o pior em algumas áreas da Virgínia desde o furacão Agnes de 1972. mais de 60 milhões de pessoas foram afetadas em algum grau - um número semelhante ao Floyd, mas mais do que qualquer outro furacão na memória recente.

### Caribe e sudeste dos Estados Unidos

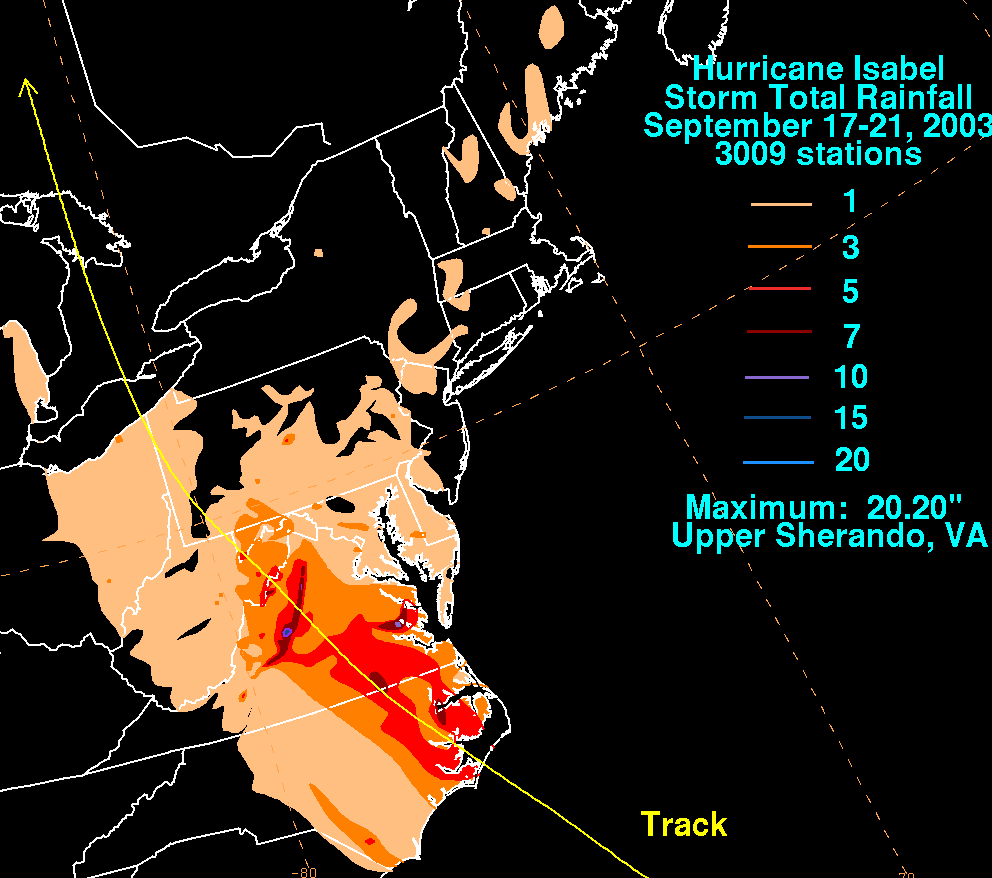
Total de chuvas do furacão Isabel

As fortes ondas afetaram as costas do norte das ilhas das Grandes Antilhas. Ondas fortes também atingiram as Bahamas. Durante a maioria dos furacões, a localização das Bahamas impede que ondas poderosas de furacões atlânticos atinjam o sudeste da Flórida. No entanto, a combinação da localização, velocidade de avanço e força de Isabel produziu fortes ondulações através do canal Providence em um estreito trecho de 16 km da costa sudeste da Flórida; a altura das ondas atingiu um pico de 4,3 m em Delray Beach. As ondas viraram uma embarcação e feriram seus dois passageiros em Boynton Beach, e um nadador precisou de ajuda para ser resgatado perto de Juno Beach. Uma pequena erosão da praia foi relatada no Condado de Palm Beach. Na porção norte do estado, as ondas chegaram a 4,5 m de altura em Flagler Beach, causando o fechamento do Flagler Beach Pier devido às pranchas danificadas pelas ondas. As correntes de retorno de Isabel mataram um surfista em uma praia desprotegida no condado de Nassau, com mais seis pessoas precisando de resgate das correntes. As praias foram posteriormente fechadas durante o pior do surf agitado.
No nordeste da Carolina do Sul, as bandas de chuva externas produziram ventos moderados atingindo 72 km/h (45 mph) em Myrtle Beach. A precipitação foi fraca, com pico de 34 mm em Lóris.

### Carolina do Norte
Isabel produziu danos moderados a pesados no leste da Carolina do Norte, totalizando $ 450 milhões (2003 USD). Os danos foram maiores no condado de Dare, onde inundações e ventos fortes danificaram milhares de casas. A onda de tempestade produziu 600 m de ampla enseada na Ilha de Hatteras, não oficialmente conhecida como Isabel Inlet, isolando Hatteras por estrada por dois meses. Ventos fortes derrubaram centenas de árvores em todo o estado, deixando até 700.000 moradores sem energia. A maioria das áreas com falta de energia teve a energia restaurada em poucos dias. O furacão matou diretamente uma pessoa e matou indiretamente duas no estado.

### Virgínia

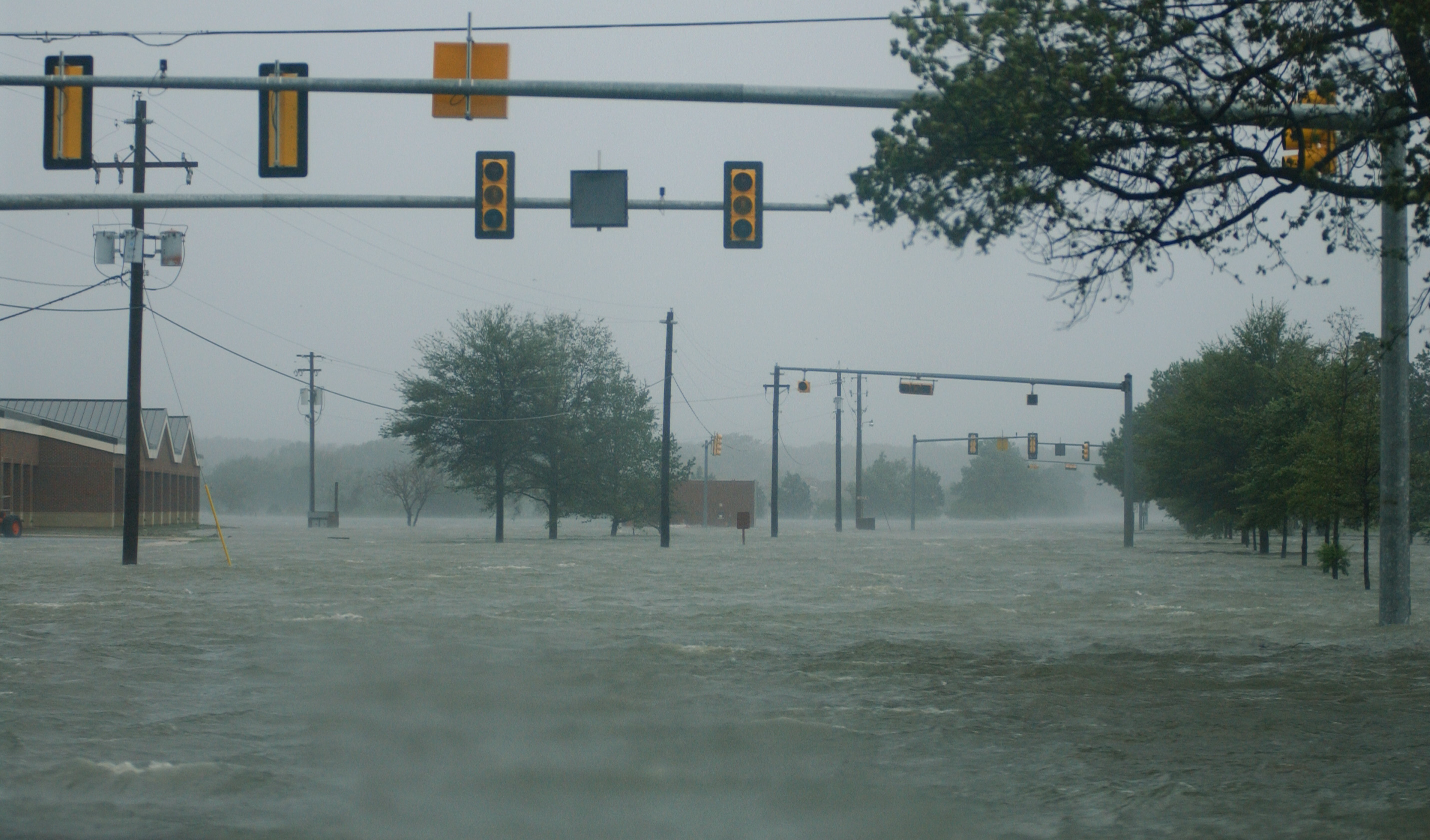
Enchentes em Langley AFB, Hamptom como resultado do furacão Isabel

A tempestade atingiu grande parte do sudeste da Virgínia, causando a pior inundação vista na área desde o furacão Chesapeake-Potomac de 1933, atingindo um pico estimado em 2,7 m em Richmond ao longo do rio James. A onda causou danos significativos às casas ao longo dos rios, especialmente ao longo do curso médio da bacia do rio James. A forte tempestade ultrapassou a comporta do túnel Midtown enquanto os trabalhadores tentavam fechar o portão; cerca de 170 000 m3  de água inundou todo o túnel em apenas 40 minutos, com os trabalhadores mal conseguindo escapar. Os danos à rede elétrica e as inundações mantiveram a Old Dominion University, Norfolk State University, Virginia Commonwealth University, University of Richmond, The College of William & Mary e muitas das outras grandes instituições educacionais da região fechadas por quase uma semana. Mais para o interior, fortes chuvas foram relatadas, com pico de 20,2 polegadas (513 mm) em Sherando, Virgínia, causando danos e graves inundações repentinas. Os ventos do furacão destruíram mais de 1.000 casas e danificou 9.000 mais; os danos no estado totalizaram mais de $ 1,85 bilhões (2003 USD), entre os ciclones tropicais mais caros da história da Virgínia. A passagem de Isabel também resultou em 32 mortes no estado, 10 diretamente dos efeitos da tempestade e 22 relacionados indiretamente.

### Médio Atlântico
Cerca de 1,24 milhões de pessoas ficaram sem energia em Maryland e Washington, DC. O pior dos efeitos de Isabel veio de sua tempestade, que inundou áreas ao longo da costa e resultou em erosão severa da praia. No leste de Maryland, centenas de edifícios foram danificados ou destruídos pela tempestade e pelas inundações causadas pelas marés. As inundações mais severas ocorreram nas porções do sul dos condados de Dorchester e Somerset e na Ilha Kent, no Condado de Queen Anne. Milhares de casas foram afetadas no centro de Maryland, com fortes inundações em Baltimore e Annapolis. Washington, DC sofreu danos moderados, principalmente dos ventos. Em Maryland e Washington, os danos totalizaram cerca de $ 945 milhões (2003 USD), com apenas uma fatalidade direta devido a inundações.
Os efeitos do furacão em Delaware foram agravados pelas inundações causadas pelos remanescentes da tempestade tropical Henri dias antes. Ventos moderados de até 100 km/h (62 mph) em Lewes derrubou várias árvores, galhos de árvores e linhas de energia em todo o estado, deixando pelo menos 15.300 sem energia. Numerosas áreas baixas foram inundadas devido a altas ondas, fortes tempestades ou escoamento de inundações mais para o interior. A passagem do furacão Isabel resultou em $ 40 milhões em danos (2003 USD) e sem vítimas no estado.

### Nordeste dos Estados Unidos

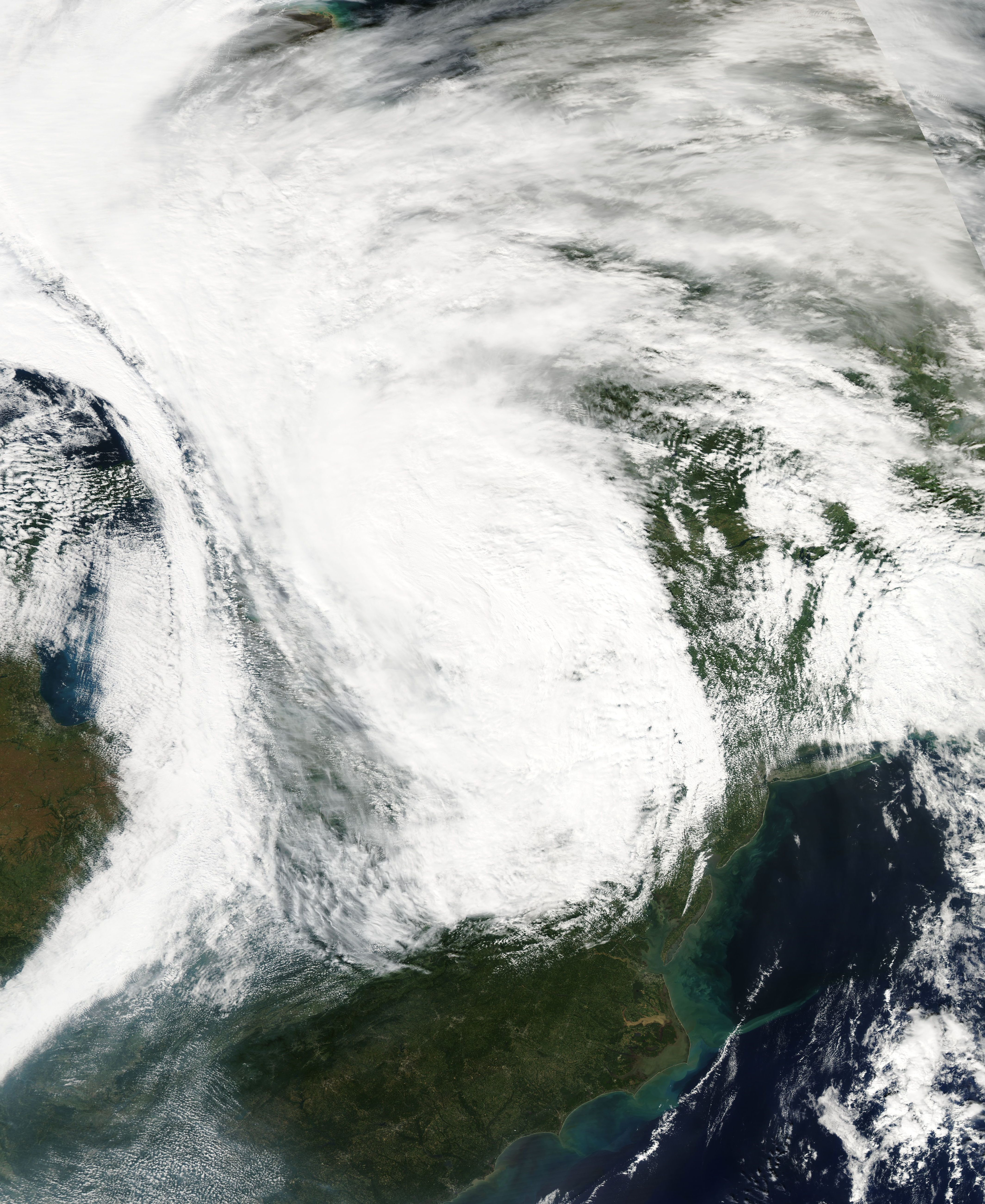
Remanescente extratropical do furacão Isabel sobre o Nordeste dos Estados Unidos em 19 de setembro

Os ventos de Isabel derrubaram centenas de árvores e linhas de energia em Nova Jérsia, deixando centenas de milhares sem energia; uma árvore que caiu matou uma pessoa. Ondas fortes e uma tempestade moderada ao longo da costa causaram erosão moderada a severa na praia, e uma pessoa morreu devido às ondas fortes. Danos no estado totalizaram $ 50 milhões (2003 USD).
A passagem do furacão Isabel na Pensilvânia resultou em $ 160 milhões em danos (2003 USD) e 2 mortes indiretas na Pensilvânia. Uma pessoa sofreu envenenamento por monóxido de carbono, que se acredita ter sido causado por geradores mal ventilados em uma área afetada pelas quedas de energia. Ventos moderados deixaram cerca de 1,4 milhões de clientes sem energia em todo o estado devido à queda de árvores em linhas de energia, com dezenas de casas e carros danificados pelas árvores.
Danos em Nova Iorque totalizaram $ 90 milhões (2003 USD), com Vermont relatando cerca de $ 100.000 em danos (2003 USD). A queda de árvores causada por ventos moderados derrubou linhas de energia em toda a região, causando interrupções esporádicas de energia. Duas pessoas morreram na região em decorrência do furacão, ambas devido às ondas fortes de Isabel.

### Em outro lugar
Na Virgínia Ocidental, a tempestade produziu chuvas moderadas em todo o estado, com pico de 175 mm (6.88 in) perto de Sugar Grove. A chuva resultou em deslizamentos de terra e inundações repentinas, cobrindo várias estradas e arrastando duas pontes. O South Branch Potomac River atingiu a crista em 7,5 m, 2,8 m acima do estado de inundação perto de Springfield. A inundação quebrou um dique em Michael Field, e em Mineral County uma escola e 14 caves foram inundados. No condado de Jefferson, duas pessoas precisaram de resgate depois que um carro caiu em uma enchente. Embora os ventos sustentados tenham sido fracos no estado, as rajadas de vento chegaram 74 km/h (46 mph) em Martinsburg. Com o solo úmido, as rajadas de vento derrubaram milhares de árvores, que caíram sobre residências, estradas e postes de energia. Cerca de 1,4 milhões de residentes em todo o estado ficaram sem energia. Danos no estado totalizaram $ 20 milhões (2003 USD). Nenhuma morte foi relatada, e três ficaram feridos com o furacão.
Isabel caiu de leve a moderada precipitação na metade leste de Ohio, com locais isolados relatando mais de 75 milímetros. A umidade de Isabel deixou cair chuvas leves no leste de Michigan e atingiu o pico de 39 mm no Monte Clemens. Além disso, o radar meteorológico Doppler estimou que a precipitação se aproximou de 64 mm no Condado de St. Clair. Nenhum dano foi relatado de Isabel na região.
As ondas de Isabel produziram ondas moderadas ao longo da costa atlântica da Nova Escócia, particularmente no Golfo do Maine. Isabel também produziu surf agitado no Lago Ontário, com ondas chegando a 4 m ao longo da porção oeste. Em Hamilton, as ondas ultrapassaram os paredões e produziram respingos nas ruas costeiras. A precipitação atingiu o pico de 59 mm (2.3 in), que causou pequenas inundações e levou a uma morte no trânsito. Cerca de 27.000 as pessoas ficaram sem eletricidade, principalmente perto de Toronto. O forte gradiente de pressão entre Isabel e um sistema de alta pressão sobre o leste do Canadá produziu ventos fortes de leste nos lagos Ontário e Erie. Uma bóia no Lago Ontário relatou uma rajada de pico de 78 km/h, e rajadas chegaram a 81 km/h em Port Colborne, Ontário.

## Consequências

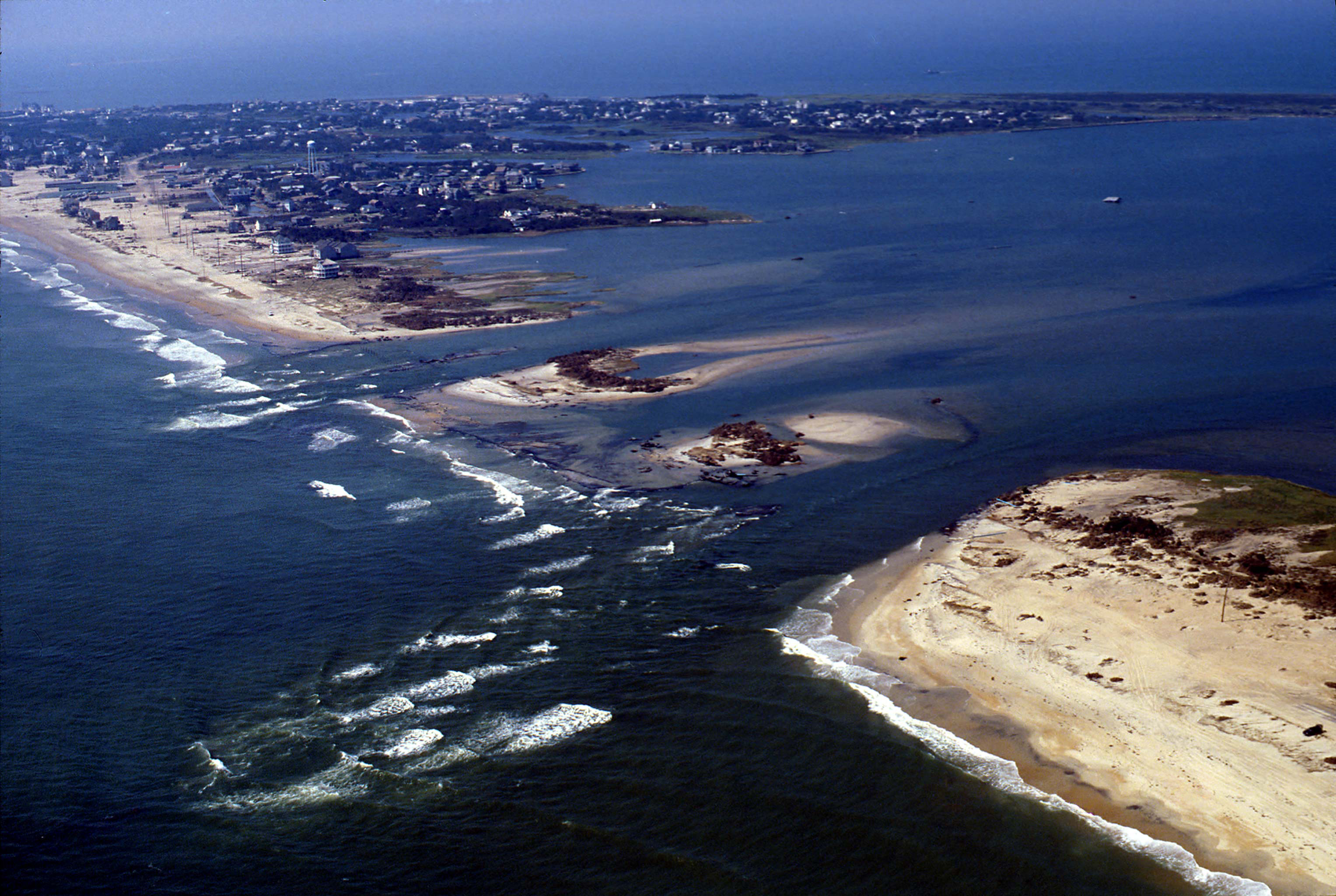
Danos às Ilhas Barreira após o furacão Isabel (USGS)

Cerca de uma semana após a passagem do furacão, o presidente George W. Bush declarou áreas de desastre para 36 Condados da Carolina do Norte, 77 condados e cidades independentes na Virgínia, todo o estado de Maryland, todos os três condados de Delaware e seis condados da Virgínia Ocidental. A declaração de desastre alocou o uso de fundos federais para a reconstrução e prestação de ajuda após o furacão Isabel. Cerca de quatro meses após a passagem do furacão, a ajuda a desastres totalizou cerca de US$ 516. milhões (2003 USD), principalmente na Carolina do Norte e Virgínia. Mais de 166.000 residentes solicitaram assistência individual, com cerca de US$ 117 milhões (2003 USD) aprovado para residentes para ajudar com moradia temporária e reparos domésticos. Cerca de 50.000 proprietários de empresas solicitaram empréstimos para Administração de Pequenas Empresas, com cerca de US$ 178 milhões (2003 USD) aprovados para os empréstimos assistenciais. Cerca de 40.000 as pessoas visitaram centros locais de recuperação de desastres, projetados para fornecer informações adicionais sobre as consequências do furacão.
Na Carolina do Norte, centenas de residentes ficaram presos em Hatteras após a formação de Isabel Inlet. As pessoas que não eram residentes não foram autorizadas a estar em Outer Banks por duas semanas após o furacão devido às condições das estradas danificadas. Quando os visitantes foram autorizados a retornar, muitos se aventuraram a ver a nova enseada, apesar de uma caminhada de 1,6 km da estrada mais próxima. Inicialmente, soluções de longo prazo para a enseada de Isabel, como a construção de uma ponte ou um sistema de balsas, foram consideradas, embora tenham sido canceladas em favor do bombeamento de areia e do enchimento da enseada. Os geólogos costeiros se opuseram à solução, afirmando que a evolução dos Outer Banks depende de entradas de furacões. As operações de dragagem começaram em 17 de outubro, cerca de um mês após a passagem do furacão. O Serviço Geológico dos Estados Unidos usou areia do canal da balsa a sudoeste da Ilha de Hatteras, uma escolha feita para minimizar o impacto na vegetação aquática submersa e devido ao canal ter ficado um pouco cheio durante o furacão. Em 22 de novembro, cerca de dois meses após a passagem do furacão, a North Carolina Highway 12 e a Hatteras Island foram reabertas ao acesso público. No mesmo dia, a balsa entre Hatteras e Ocracoke foi reaberta.
Na Virgínia Ocidental, as quedas de energia foram restauradas em uma semana. Trabalhadores de energia em todo o Canadá ajudaram as empresas de energia gravemente afetadas de Maryland à Carolina do Norte. Hydro-Québec enviou 25 equipes para a área da cidade de Nova Iorque para ajudar em quedas de energia.

### Aposentadoria
Devido aos danos generalizados à propriedade e ao grande número de mortes, o nome Isabel foi aposentado após a temporada de 2003 e não será usado para futuros furacões no Atlântico. Foi substituído por Ida na lista de nomes da temporada de 2009. Os nomes Ina e Ivy também foram sugeridos como possíveis nomes substitutos.